# Essonne (reka)
Essonne je 90 km dolga reka v osrednji Franciji, levi pritok Sene. Reka nastane v pokrajini Gâtinais z združitvijo dveh rek Œuf, ki izvira na višini 130 m (Chilleurs-aux-Bois, Loiret), in Rimarde (182 m, Nibelle, Loiret) pri Neuvillu, od tam teče proti severu vse do Corbeil-Essonnesa, kjer se izliva v Seno.
Po reki se imenuje francoski departma Essonne. Njeno ime izhaja iz galo-rimskega vodnega božanstva Acionne, izpričane na ozemlju Orléanais.

## Geografija

### Porečje
- Juine, 55 km dolgi levi pritok (pri Ballancourt-sur-Essonne).

### Departmaji in kraji
Reka Essonne teče skozi naslednje departmaje in kraje:
- Loiret: Malesherbes,
- Seine-et-Marne,
- Essonne: La Ferté-Alais, Mennecy, Corbeil-Essonnes.